# Ariguaní
Ariguaní é um município da Colômbia, localizado no departamento de Magdalena.